# Ligidium hypnorum
Ligidium hypnorum är en kräftdjursart som först beskrevs av Cuvier 1792.  Ligidium hypnorum ingår i släktet Ligidium, och familjen gisselgråsuggor. Arten är reproducerande i Sverige.